# Federico Madrazo
Federico de Madrazo y Kuntz (Roma, 9 de febrero de 1815-Madrid, 10 de junio de 1894) fue un pintor español, especializado en los retratos de estilo romántico.

## Biografía

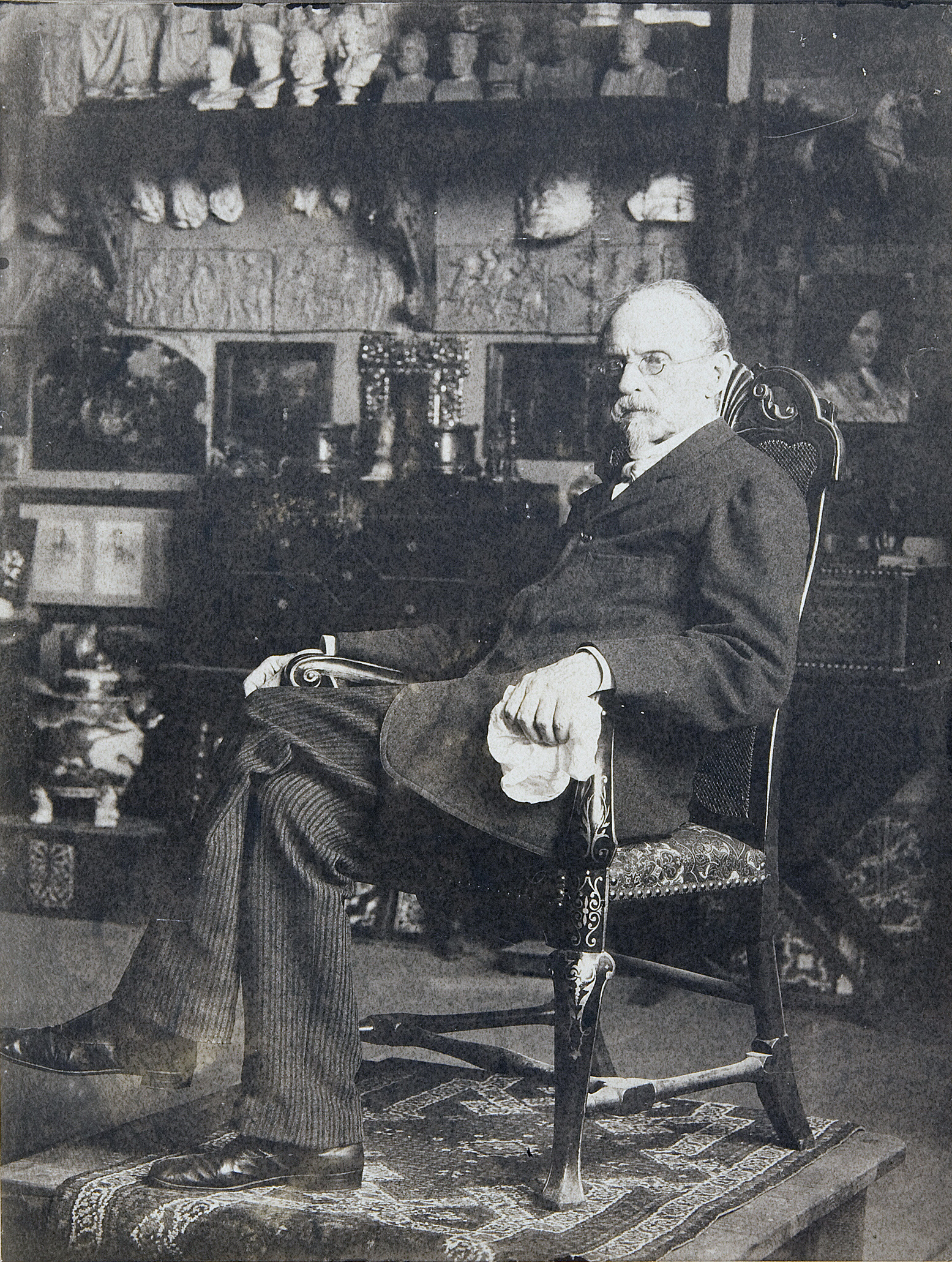
Federico de Madrazo en su estudio (1885-1894).

Hijo del pintor neoclásico José Madrazo, y de Isabel Kuntz Valentini, hija del pintor polaco Tadeusz Kuntz, estudió en Madrid en la escuela de Alberto Lista y en la Real Academia de Bellas Artes de San Fernando. Su cuadro La continencia de Escipión le valió el ingreso en la Real Academia de Bellas Artes de San Fernando a la edad de dieciséis años.
Marchó pensionado a París a estudiar pintura con Ingres, amigo de su padre. Allí adquirió un estilo romántico a la manera francesa. Tras una estancia de dos años en Roma, regresó a España, y desde 1842 desarrolló una intensa labor artística y docente, rodeado de algunos artistas que como él se habían formado en Francia e Italia, entre los que destaca el maestro catalán Joaquín Espalter.
Ya en Madrid, fue pintor de cámara de la reina Isabel II, del mismo modo que su padre había sido pintor de la Corte con Fernando VII. Fue nombrado director del Museo del Prado, pero perdió el cargo con la Gloriosa, revolución liberal de 1868. Fue repuesto en este cargo en 1881. Fue director de la Real Academia de Bellas Artes de San Fernando y fue nombrado senador por dicha Real Academia  de Bellas Artes de San Fernando (1877-1891). Colaboró en algunas revistas de su tiempo, sobre todo con grabados y dibujos para grabar, y en contadas ocasiones publicó algunas reflexiones teóricas sobre pintura y arte en general.

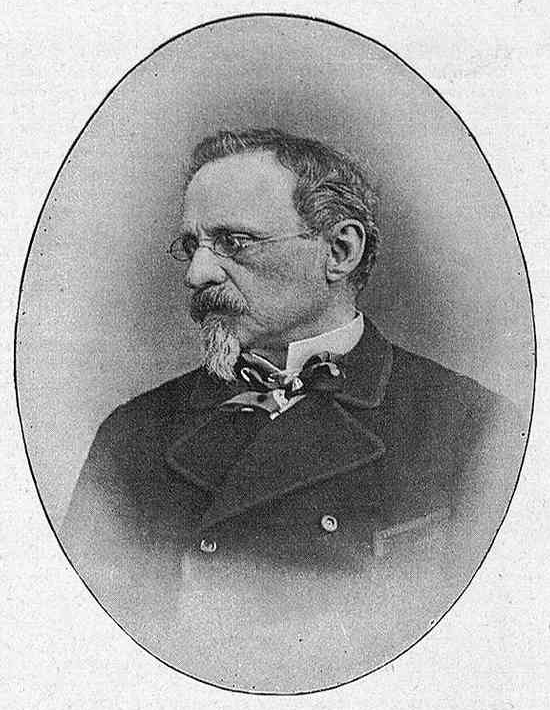
Fotografía de Madrazo en La Ilustración Artística (1890)

Dirigió la Real Academia de Bellas Artes de San Fernando y el Museo del Prado en dos ocasiones, donde se exponen algunas de sus obras maestras, entre las que destaca el Retrato de María Amalia del Llano y Dotres, Iª condesa de Vilches.

## Obra
Madrazo pintó retratos, sobre todo del mundo aristocrático y de la cultura (Carolina Coronado, Manuel Rivadeneyra, Gertrudis Gómez de Avellaneda, Ramón de Campoamor, la condesa de Vilches, la marquesa de Espeja, el general Evaristo San Miguel, Larra) y algunos cuadros de historia, si bien casi todos estos son de su etapa juvenil. Cuando se asentó profesionalmente, se dedicó casi por completo a los retratos. Gozó de gran prestigio y tuvo diversos aprendices, como los franceses Léon Bonnat y Jean-Léon Gérôme. En la publicación El Artista, a cuya creación contribuyó, insertó poemas y artículos, y allí publicó algunos grabados. Su hija Cecilia fue esposa de Mariano Fortuny y madre del también pintor Mariano Fortuny y Madrazo.
Destacan en su obra el retrato —de excelente factura— de Isabel II, de la Real Academia de Bellas Artes de San Fernando, y el del marido de la reina Isabel, Francisco de Asís, el del rey Alfonso XII, el de quien fuera presidente del Consejo de Ministros Juan Bravo Murillo, el del presidente de la Primera República Nicolás Salmerón, y los de Ramón de Campoamor y José de Espronceda.

## Legado
Como en el número 24 de la calle esquina a la de Jovellanos tuvo su estudio Federico Madrazo, en el cual vivió y murió, por acuerdo municipal, la calle recibió el nombre de Federico de Madrazo a partir de 1894. Sin embargo, como cuatro años después murió su hermano Pedro, también pintor, la calle pasó a denominarse de los Madrazo, nombre que incluye a toda la saga familiar, siete hombres de tres generaciones.

## Galería de obras

Obras de Federico de Madrazo
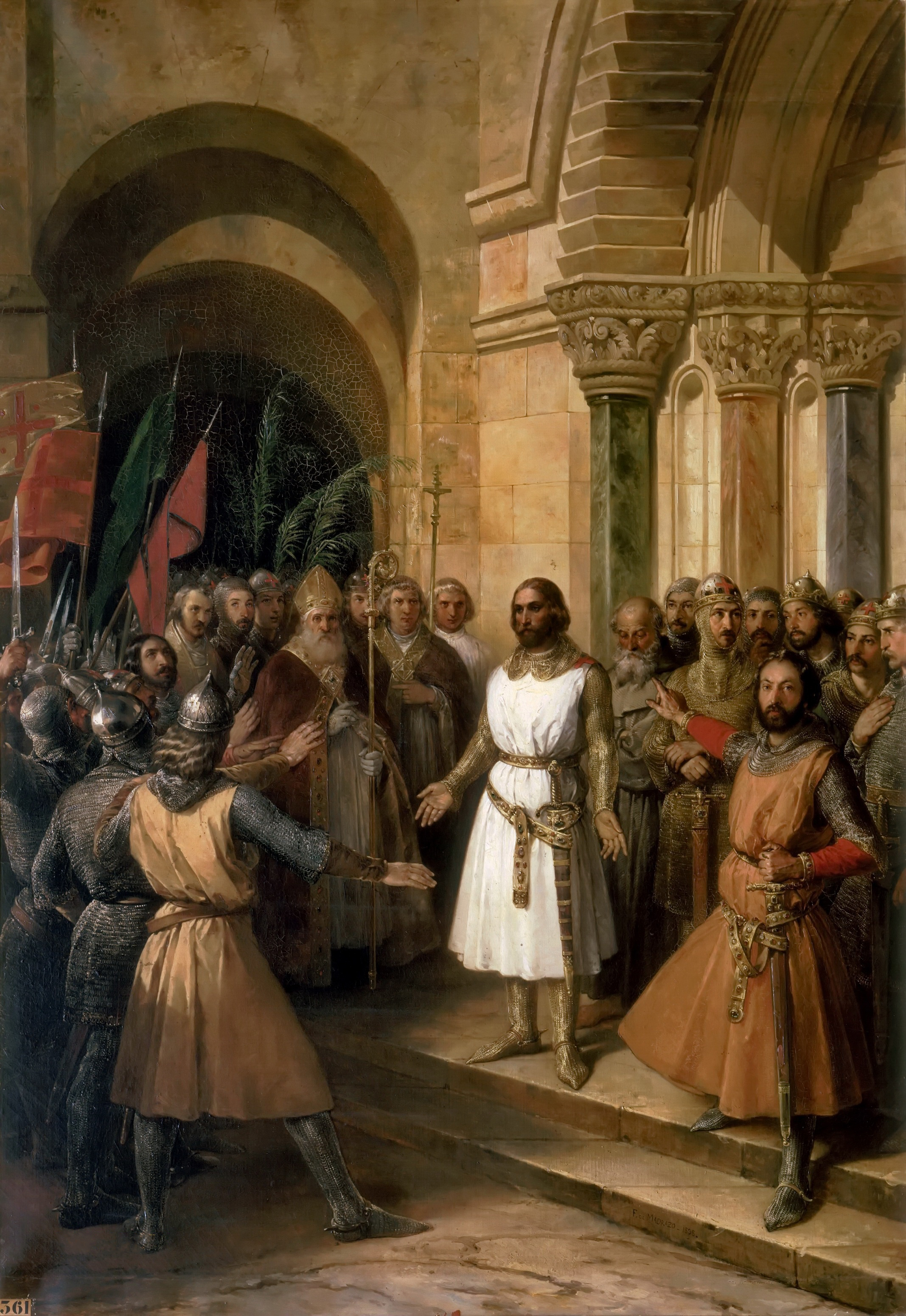
Godofredo de Bouillon proclamado rey de Jerusalén (1838). Palacio de Versalles
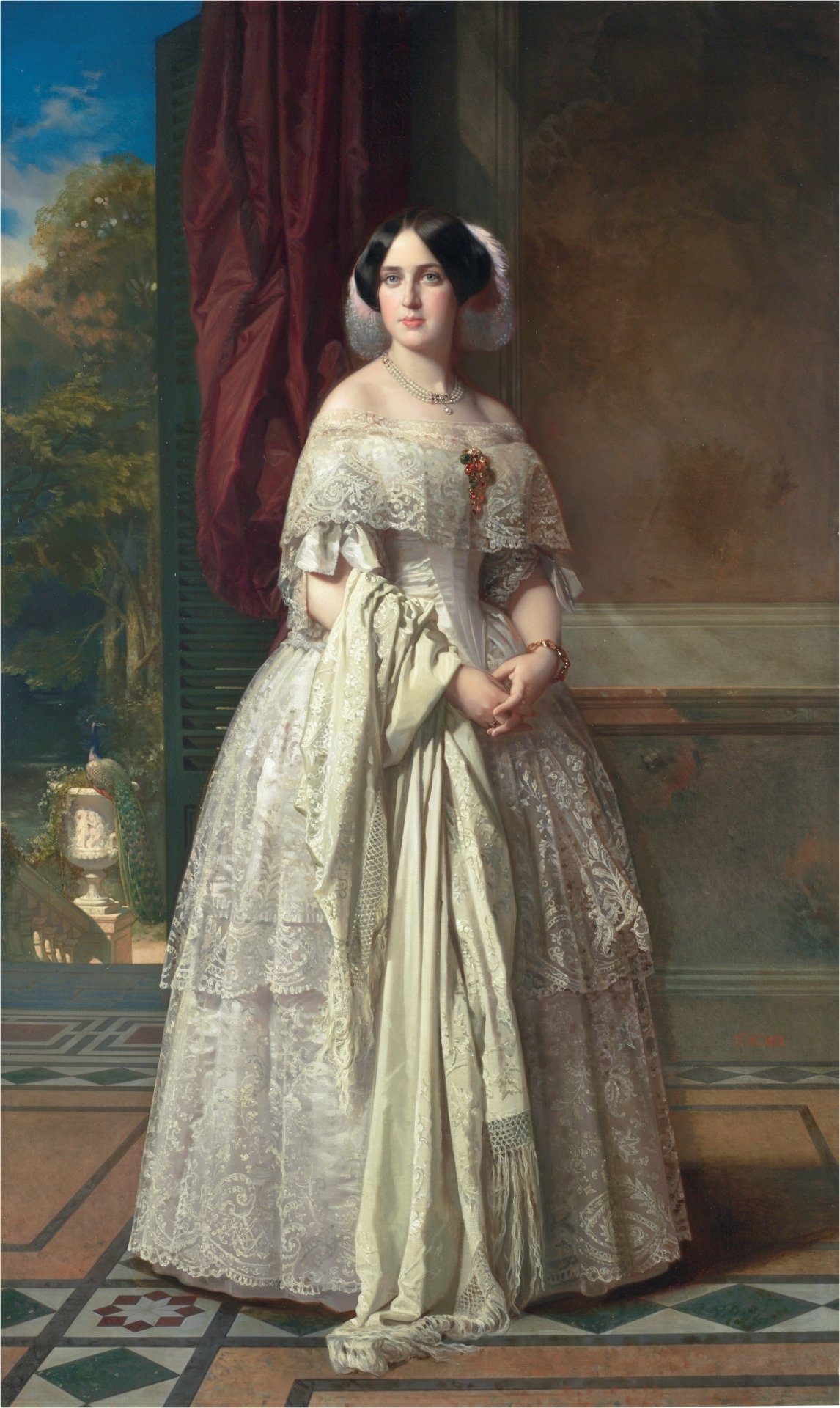
María Josefa del Águila Ceballos, marquesa de Espeja (1852).
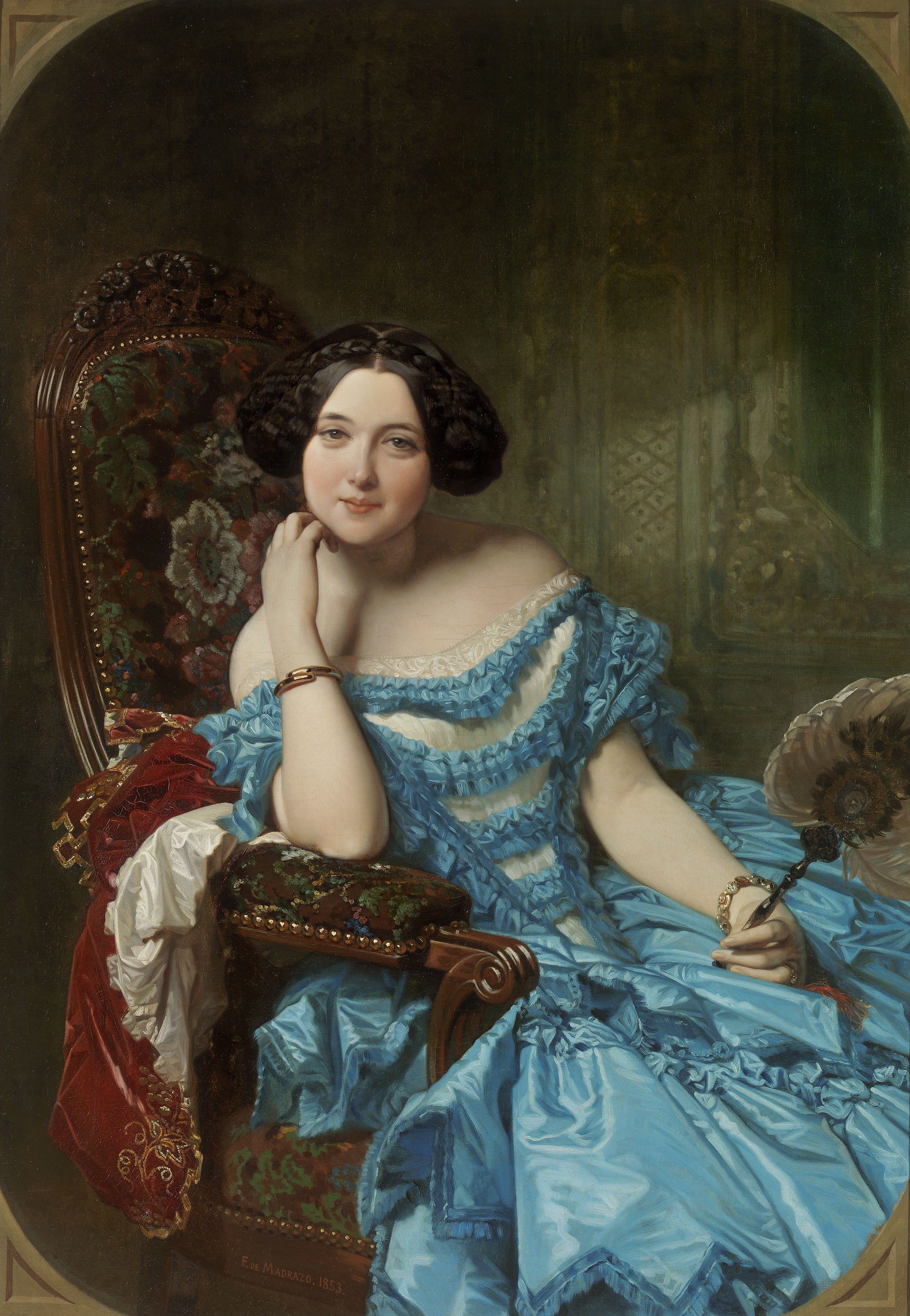
Doña Amalia de Llano y Dotres, Condesa de Vilches (1853).
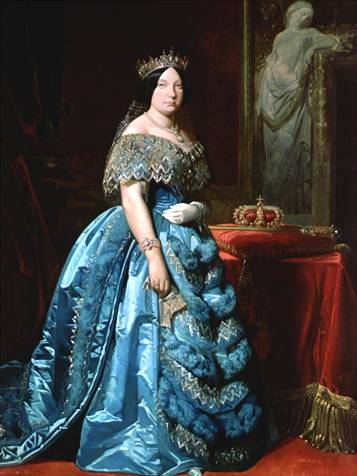
Isabel II de España (1850)
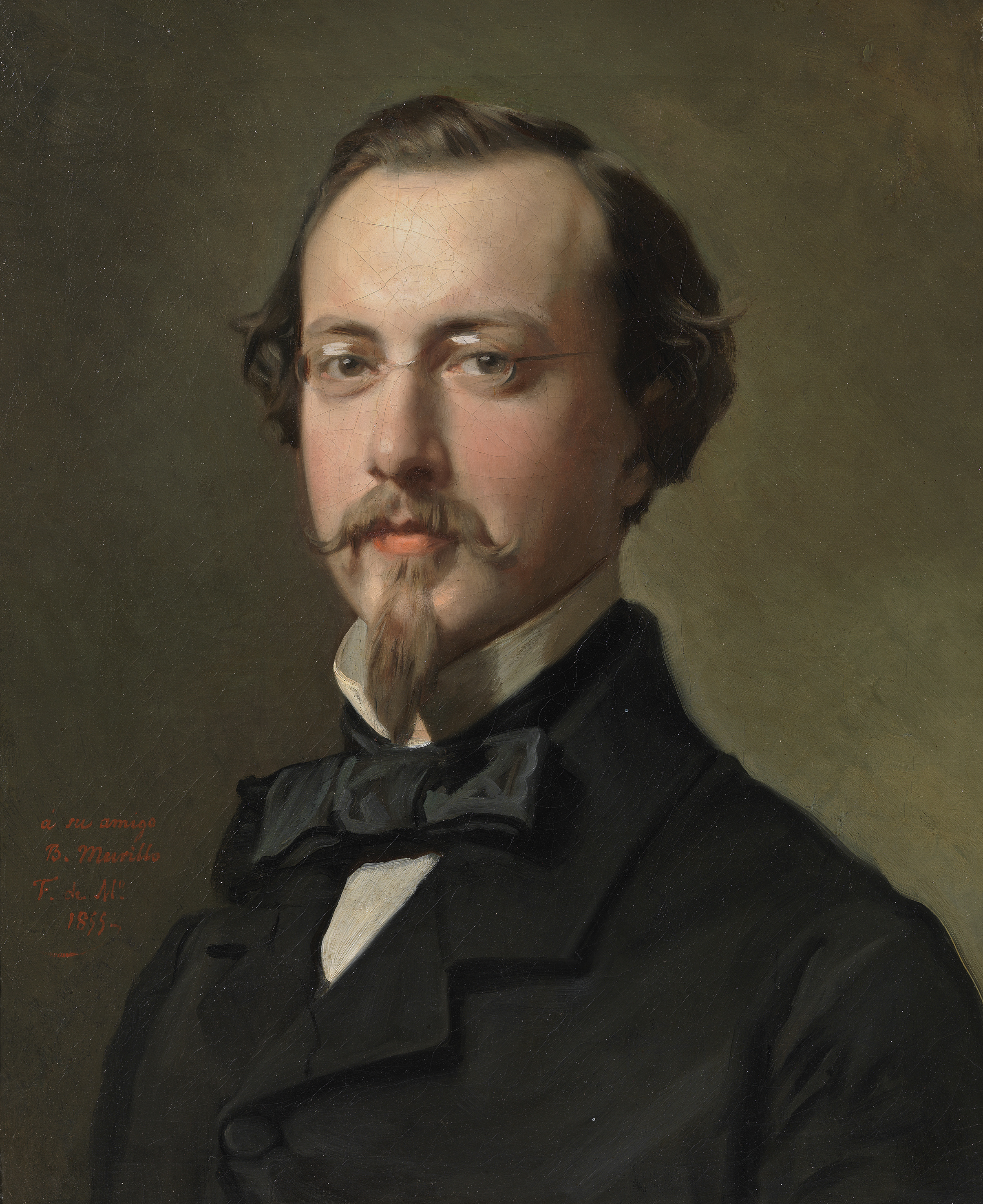
El pintor Benito Soriano Murillo (1855)
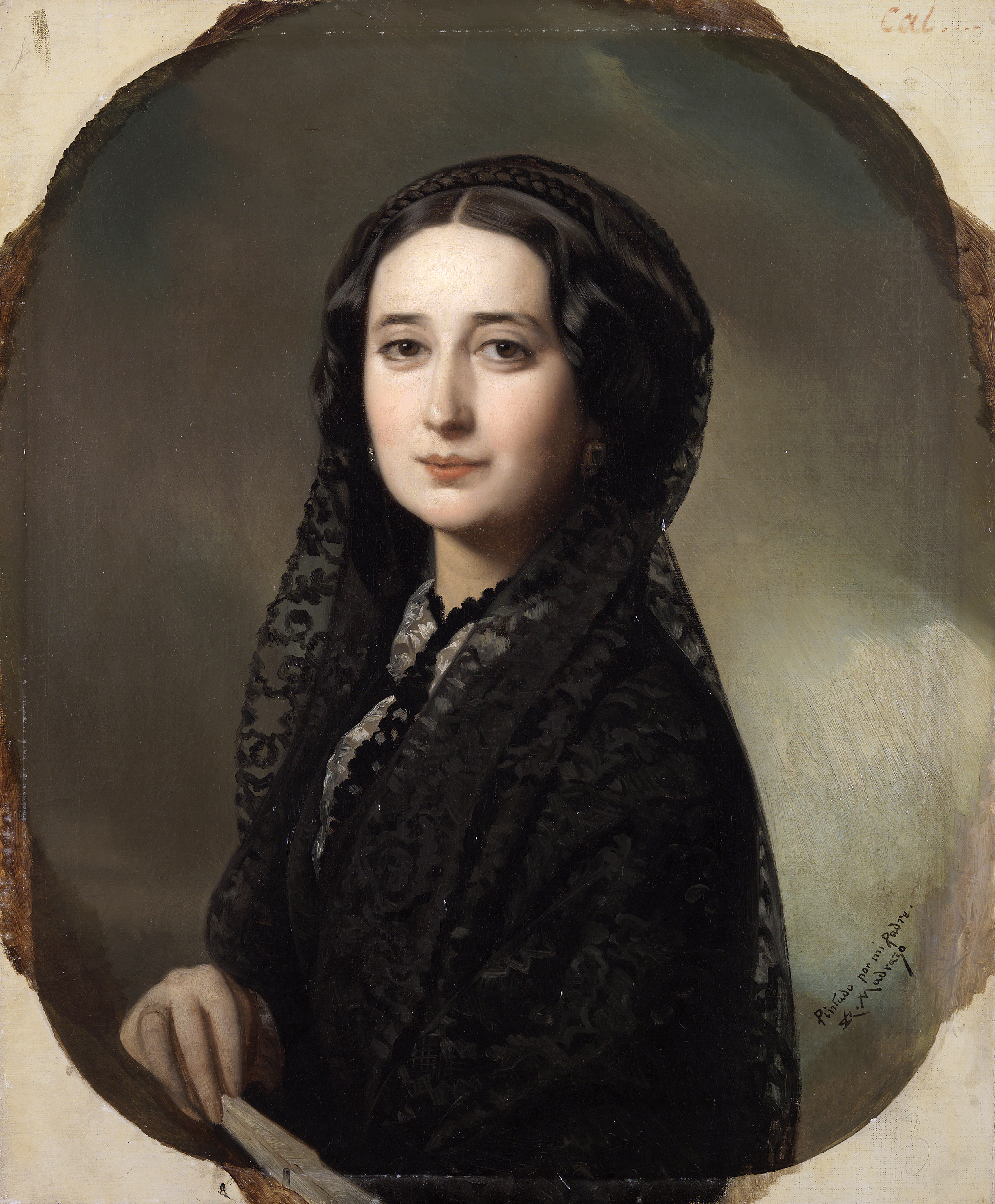
Retrato de Carolina Coronado (c.1855)
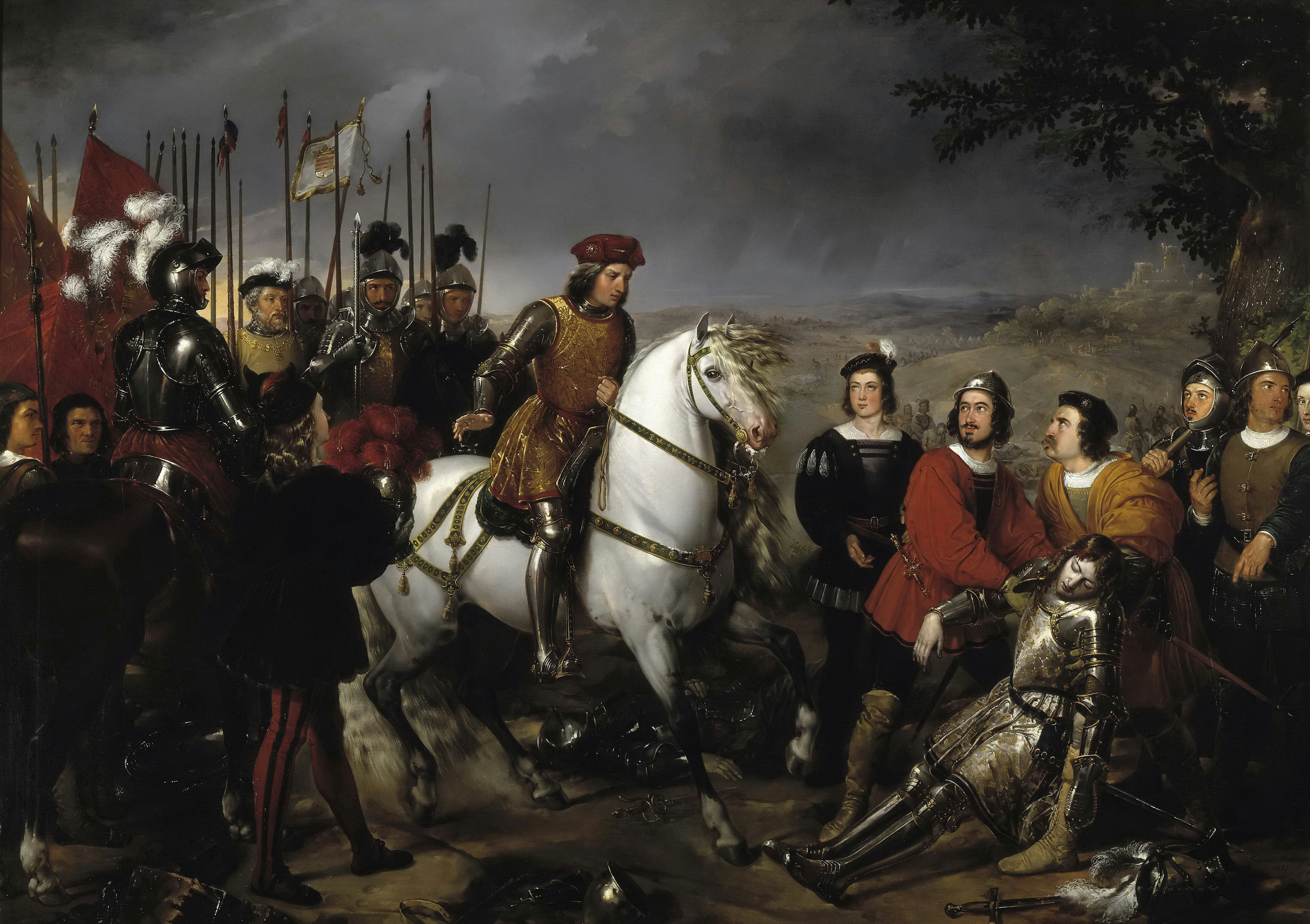
El Gran Capitán observa el cadáver del Duque de Nemours tras la batalla de Ceriñola (1835).
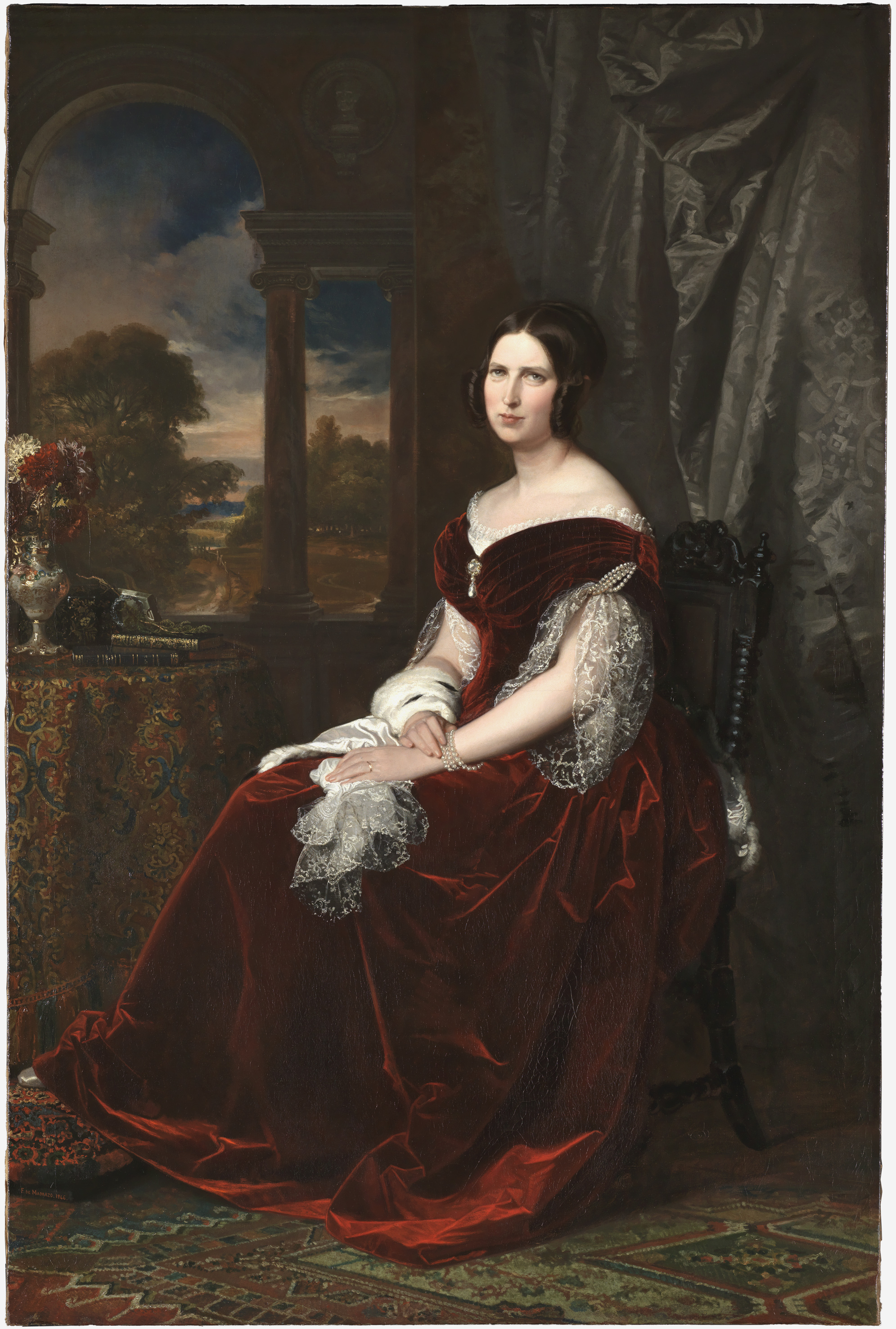
Sabina Seupham Spalding (1846)
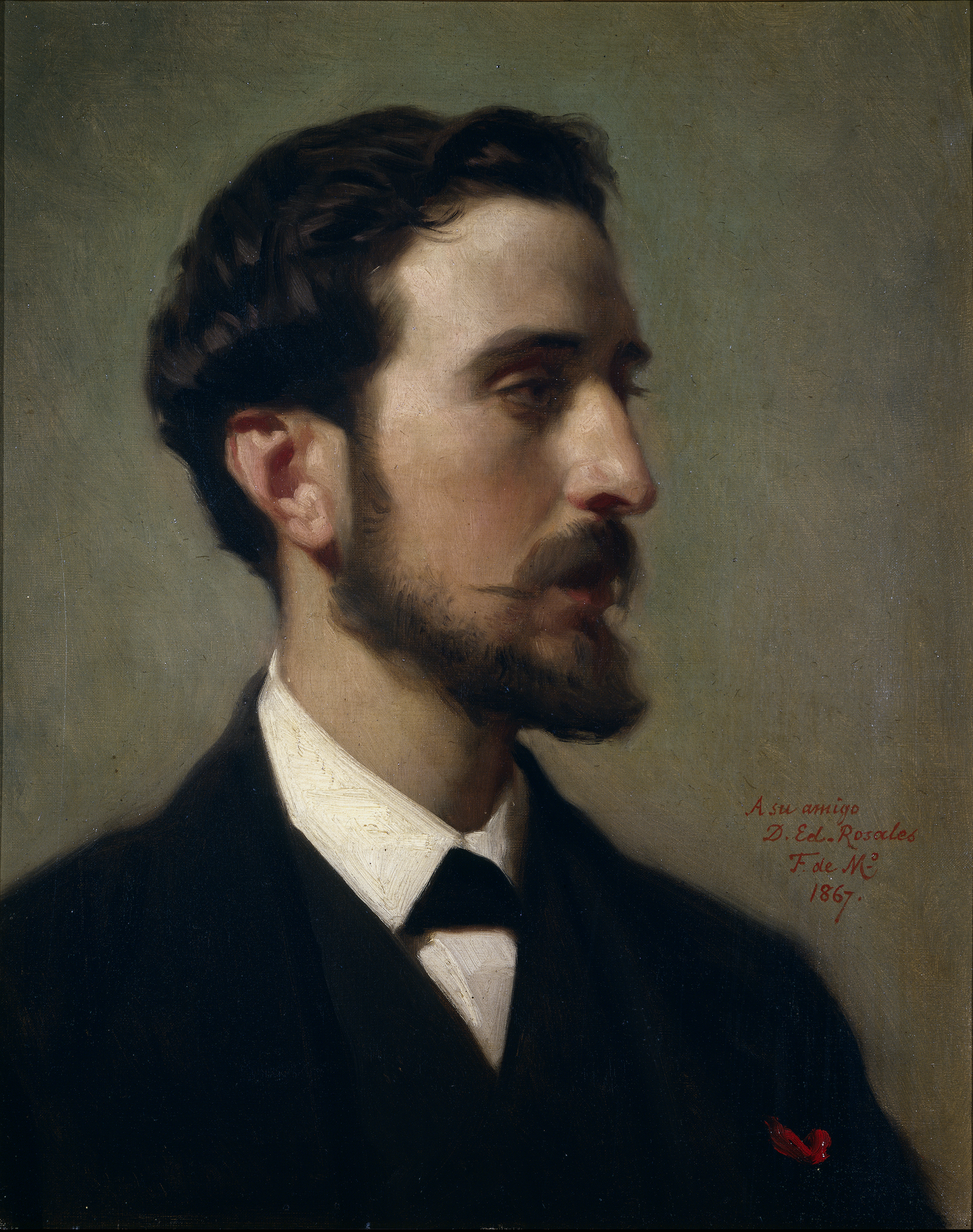
Retrato de Eduardo Rosales (1867)
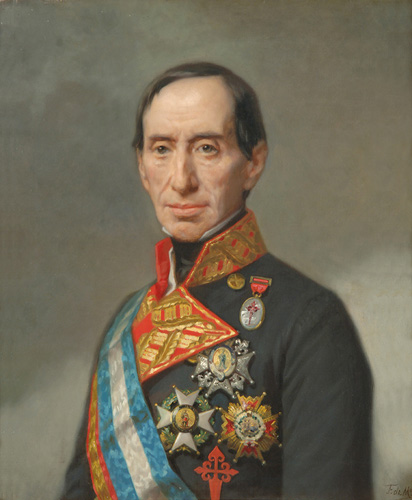
Retrato del general José Manuel de Goyeneche (1850)
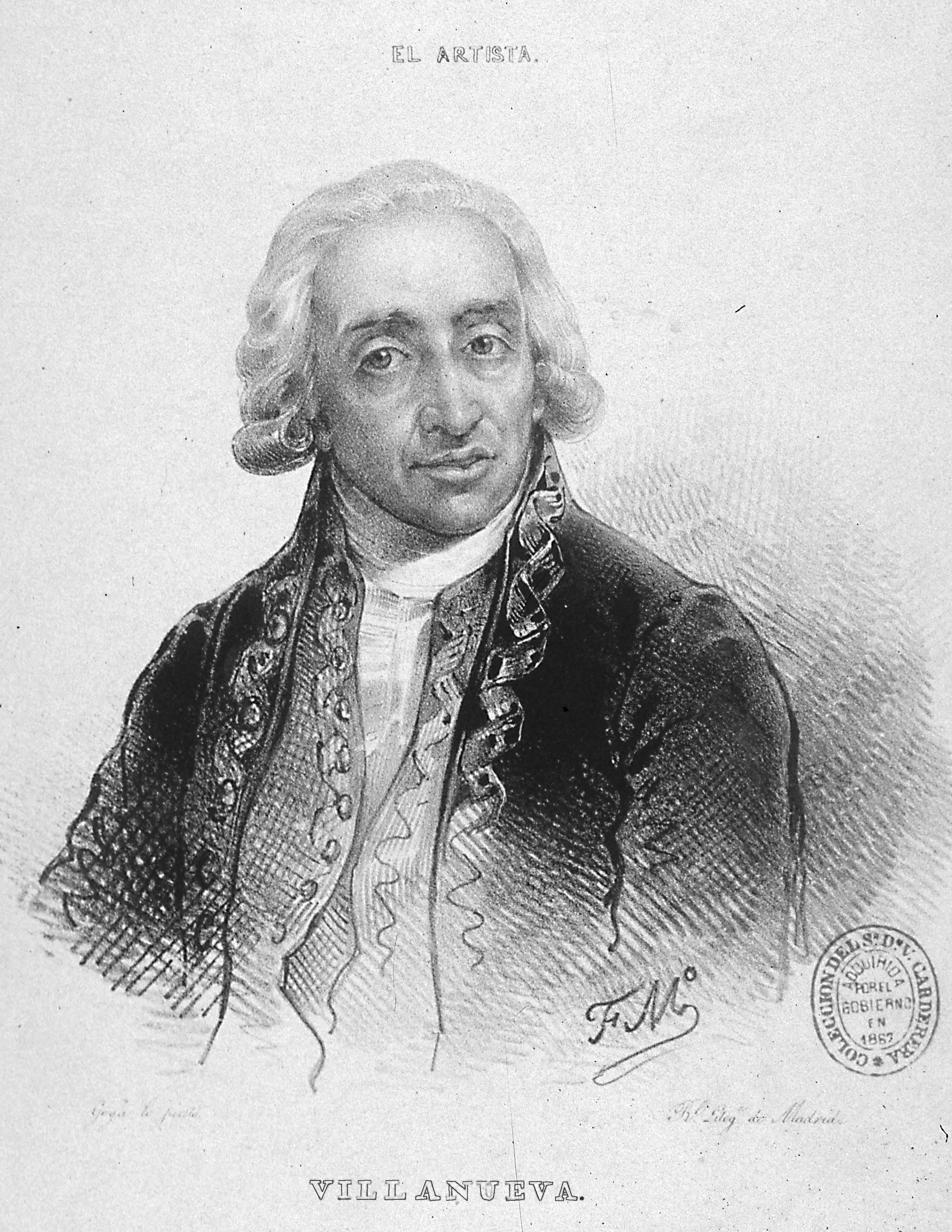
Retrato de Juan de Villanueva (grabado, 1835)
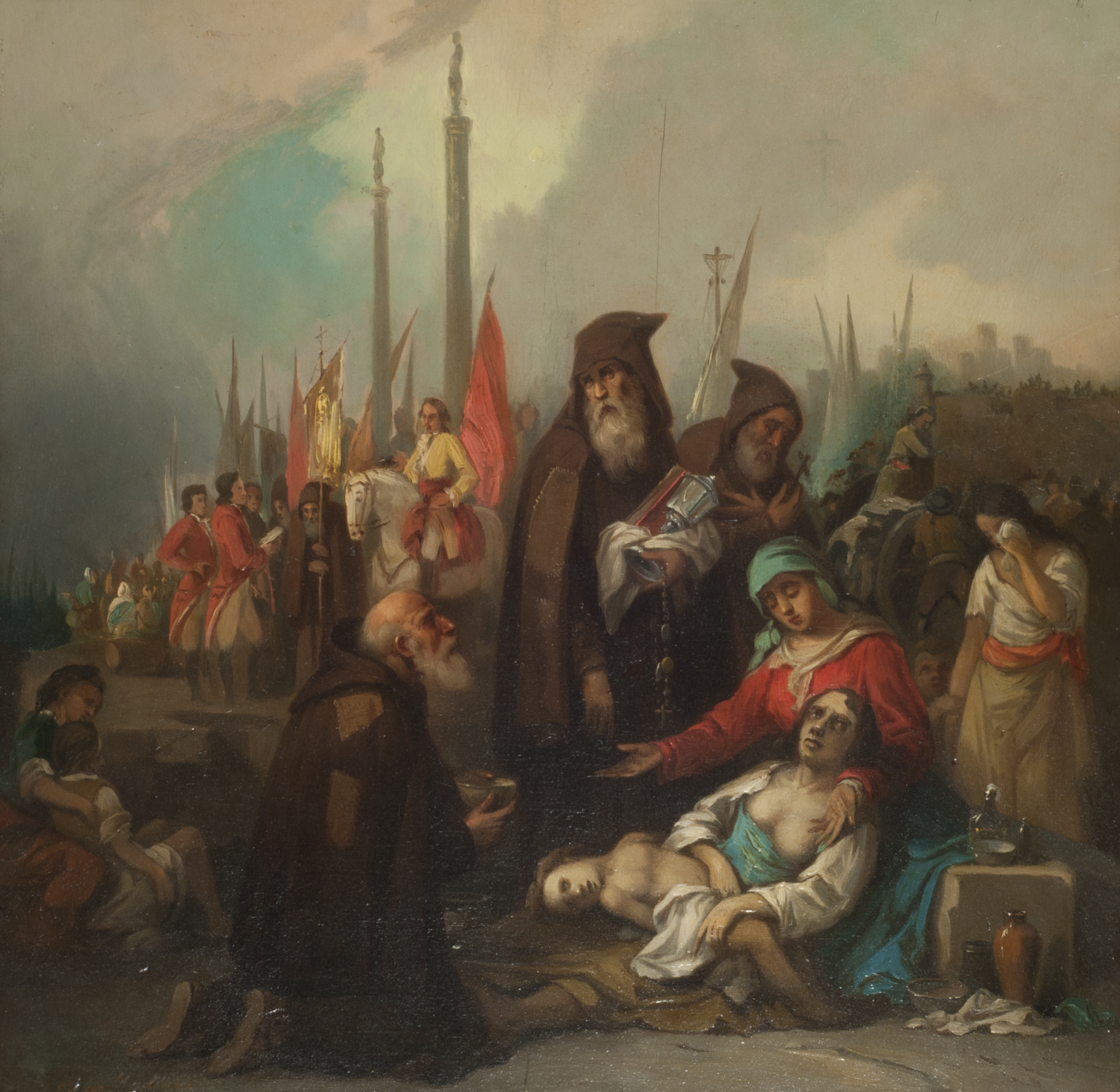
Auxilio a unos apestados (1840)
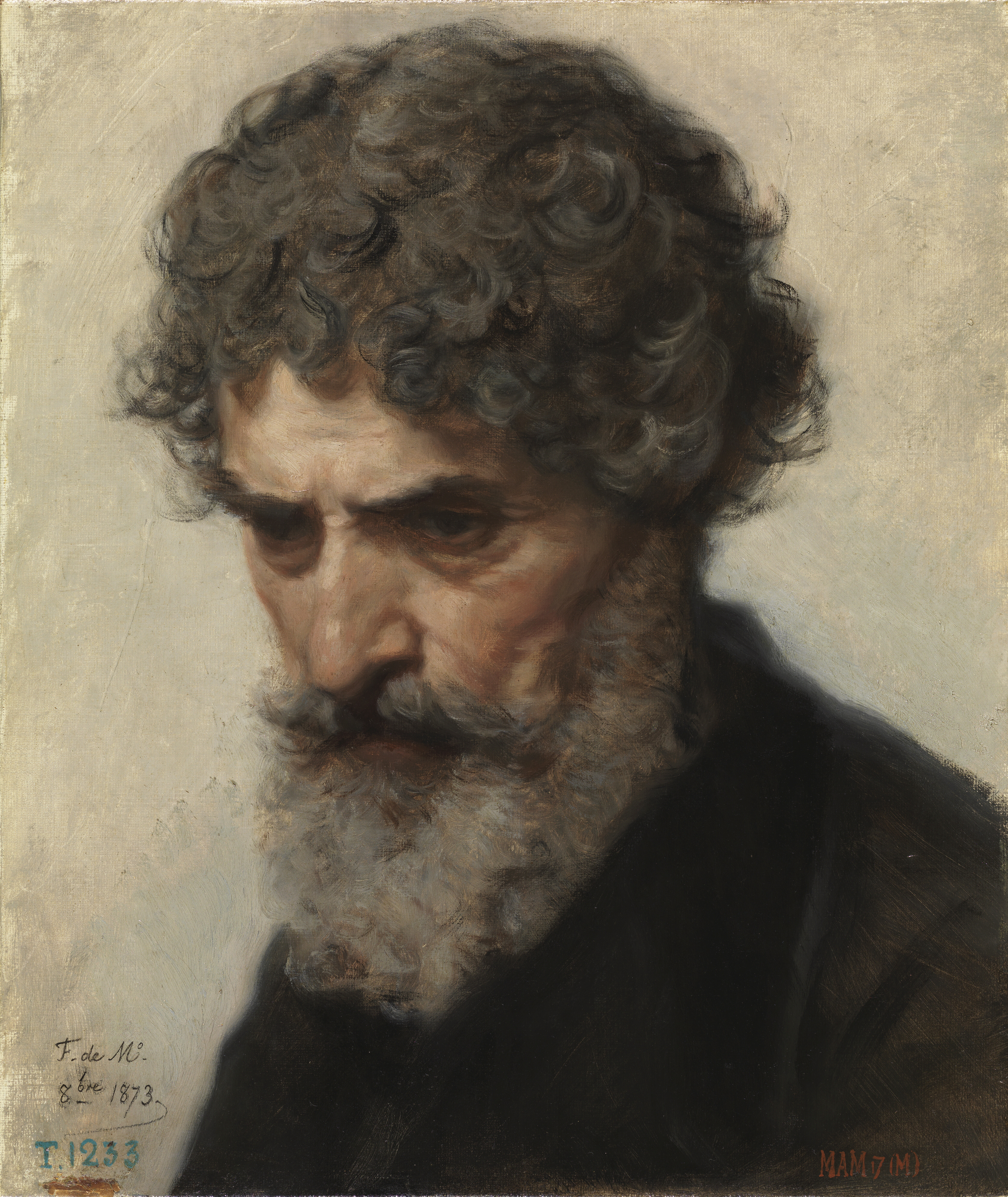
El pintor Perugino Sensi (1873). Museo del Prado.

## Familia
En 1835 se casó con Luisa Garreta de Huertas y fueron padres de Raimundo, Cecilia, Ricardo e Isabel, entre otros.En 1874 se casó en segundas nupcias con Rosa Guardiola, baronesa de Andilla, pese a la clara oposición de sus hijos.